# یوسوکه تاناکا

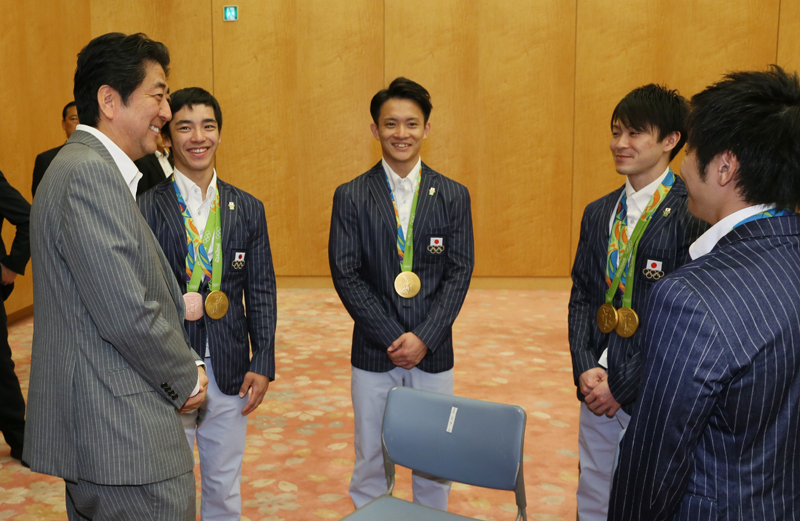
دیدار شینزو آبه با اعضای تیم ملی ژاپن در المپیک تابستانی ریو ۲۰۱۶

یوسوکه تاناکا (به انگلیسی: Yusuke Tanaka (gymnast)) ژیمناست زادهٔ ۲۹ نوامبر ۱۹۸۹ میلادی اهل کشور ژاپن است.